# Pęczyna węzłobaldachowa
Pęczyna węzłobaldachowa, selery węzłobaldachowe (Helosciadium nodiflorum (L.) W.D.J. Koch) – gatunek roślin należący do rodziny selerowatych. Występuje w Europie i Afryce wokół Morza Śródziemnego, w Europie zachodniej, południowo-zachodniej Azji i Ameryce. W Polsce jest krytycznie rzadki, znane jest jedno tylko jego stanowisko (Królów w województwie lubuskim).

## Morfologia

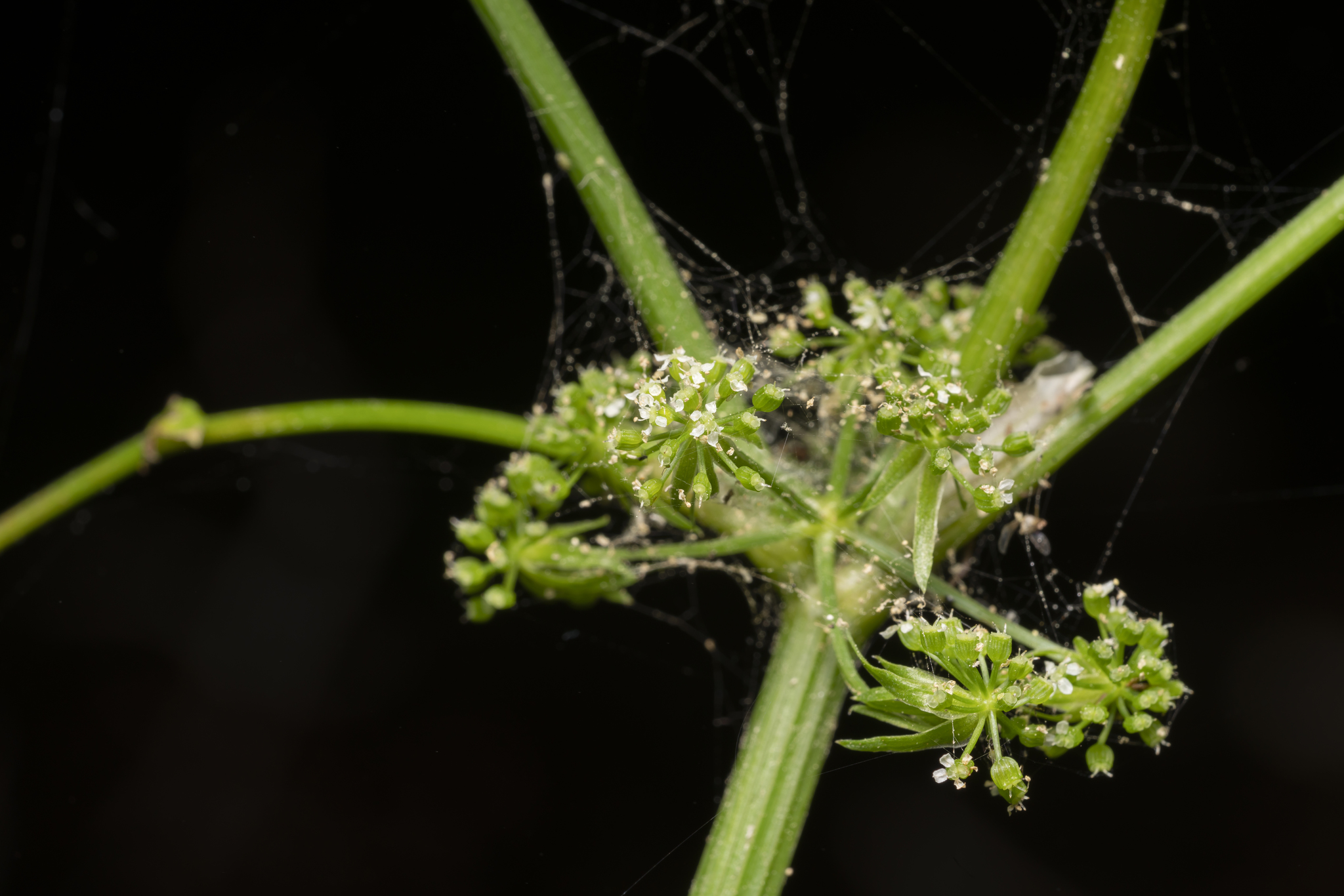
Kwiatostan w rozgałęzieniu pędu

ŁodygaDołem pokładająca się, górą wzniesiona, rozgałęziona, o wysokości do 90 cm. W węzłach zakorzenia się.
LiścieUlistnienie skrętoległe. Liście pojedynczo-pierzasto złożone o siedzących, jajowatych lub lancetowatych odcinkach z karbowanymi brzegami.
KwiatyZebrane w baldach złożony składający się z kilku baldaszków.  Mają 5 – 7 błoniasto obrzeżonych pokrywek. Baldach jest prawie siedzący z 1 lub 2 pokrywami. Kwiaty drobne, o białych płatkach korony i zielonym kielichu z niewyraźnymi ząbkami.
OwocŻeberkowane, kuliste lub elipsoidalne rozłupki.

## Biologia i ekologia
Hydrofit, hemikryptofit. Kwitnie od czerwca do września. W jedynym miejscu swojego występowania w Polsce rośnie w rowie odwadniającym, wśród niskiego szuwaru, na powierzchni kilkunastu m². Liczba chromosomów 2n=22.

## Zagrożenia i ochrona
Gatunek objęty w Polsce od 2004 r. ochroną ścisłą. Jedyne jego stanowisko w Polsce zagrożone może być potencjalnie zarośnięciem przez roślinność łąkową, lub zmianą stosunków wodnych.
Kategorie zagrożenia gatunku:
- Kategoria zagrożenia w Polsce według Czerwonej listy roślin i grzybów Polski (2006)[7]: E (wymierający); 2016: CR (krytycznie zagrożony)[8].
- Kategoria zagrożenia w Polsce według Polskiej Czerwonej Księgi Roślin: CR (krytycznie zagrożony)[9].